# Satapa sicula
Satapa sicula är en insektsart som beskrevs av William Lucas Distant 1906. Satapa sicula ingår i släktet Satapa och familjen Flatidae. Inga underarter finns listade i Catalogue of Life.